# Cratere Cai Lun
Cai Lun è un cratere lunare di 44,89 km situato nella parte nord-occidentale della faccia nascosta della Luna.
Il cratere è dedicato al cinese Cai Lun, inventore della carta.